# Karl Amadeus Hartmann
Pour les articles homonymes, voir Hartmann.
Karl Amadeus Hartmann est un compositeur allemand, né le 2 août 1905 à Munich et mort le 5 décembre 1963 dans la même ville. Son œuvre orchestrale a pour centre de gravité son imposant corpus de huit symphonies.

## Biographie
Né dans une famille vouée aux beaux-arts, son père et un de ses frères sont peintres. Il commence ses études en 1919, à Pasing, près de Munich, pensant d'abord se consacrer à une carrière d'enseignant, avant d'interrompre ses études en 1922, puis de les reprendre en 1924, en changeant de voie et en entrant à la Staatliche Akademie der Tonkunst, à Munich, où il reste jusqu'en 1927, y étudiant sous la direction de Joseph Haas.
C'est à cette époque qu'il fait la connaissance de Hermann Scherchen, qui encourage sa vocation, et que, en 1928, il participe à la fondation des concerts organisés par l'association artistique « Die Juryfreien ». Il ébauche, entre 1928 et 1930, le cycle des opéras de chambre Wachsfigurenkabinett, cycle qui reste inachevé.
Profondément épris de démocratie, et surtout très engagé marxiste, Hartmann assiste avec consternation à l'arrivée au pouvoir d'Adolf Hitler et à l'avènement du Troisième Reich en 1933. Plutôt que de choisir l'exil, comme tant d'autres, il préfère demeurer en Allemagne, mais en se retirant complètement (ce qu'on  appellera l’Innere Emigration) de la scène musicale allemande, tandis que certaines de ses œuvres sont jouées à l'étranger, où sa réputation va grandissant, mais que le public allemand ignore quasiment tout de ce compositeur caché. Pendant ces douze années, jusqu'en 1945, il préfère se consacrer, dans son exil intérieur volontaire, à l'art de la composition.
Durant cette période sombre, Hartmann ne se départ pas de sa foi en une intégrité morale et en l'humanité. Il sublime dans l'art de la composition son besoin de résistance. Les œuvres écrites à cette époque témoignent de cette attitude : l'opéra Simplicius Simplicissimus, par exemple, traite de la dignité de la personne humaine face aux atrocités de l'époque. Dès 1934, il dédie également le poème symphonique Miseræ aux prisonniers du camp de concentration de Dachau. En outre, nombre de ses œuvres sont clairement imprégnées du climat pesant de la Seconde Guerre mondiale.
Pendant la guerre, il se perfectionne avec Anton von Webern, qui le « pousse » vers la musique sérielle puis, après la guerre, sortant de sa longue relégation volontaire, il cumule les fonctions officielles à Munich et en Bavière :
- il est nommé dramaturge musical au Bayerische Staatsoper ;
- il crée notamment, en 1945, le cycle de concerts de musique contemporaine Musica Viva, dont il assure la formation artistique initiale, et dont il restera responsable jusqu'à sa mort ;
- puis il assume la présidence de la section allemande de la Société internationale de musique contemporaine (S.I.M.C.) en 1953.

## Survol de l'œuvre
Outre les diverses classifications thématiques, divers musicologues répartissent les œuvres de Hartmann en trois périodes relativement distinctes, correspondant à diverses phases importantes de la vie du compositeur :
- les œuvres dites « de jeunesse », composées avant 1933, et dont un grand nombre ont été reniées et détruites par Hartmann lui-même ;
- les œuvres de la relégation volontaire, composées entre 1933 et 1945, dont beaucoup n'ont été découvertes, sous leur forme originelle, qu'après la mort du compositeur ;
- les œuvres dites « majeures », composées après 1945, et dont beaucoup reprennent en les remaniant une partie des partitions composées entre 1933 et 1945.

De ce fait, la liste de ses œuvres est relativement complexe.
En fonction des œuvres et des périodes, certains ont décelé dans sa production des influences de Gustav Mahler, Anton Bruckner (œuvres dites « de jeunesse »), Paul Hindemith, Igor Stravinsky, Arnold Schoenberg. Inversement, sa propre influence est parfaitement audible dans certaines œuvres de Hans Werner Henze, par exemple dans sa septième symphonie.
« Avec son souci constant de l'expression, sa recherche de grandes tensions orchestrales, Hartmann rappelle indéniablement les grands symphonistes du siècle dernier mais jamais ne les imite. Recourant aux percussions, usant des techniques instrumentales modernes, appliquant l'écriture atonale ou sérielle à ses thèmes, il est de son époque, c'est-à-dire de notre passé récent. Pourtant, on discerne chez lui un moindre intérêt expérimental pour les couleurs nouvelles, les formes. Hartmann est bien le suiveur des grands fondateurs de la musique moderne, le dernier ancien parmi les modernes. »

## Œuvres détaillées
- Symphonies « majeures » :
  - Symphonie no 1 dite Versuch eines Requiem, pour alto et orchestre, avec des textes de Whitman (1955 : remaniement de la cantate de 1936, temporairement intitulée, en 1948, Symphonisches Fragment)
  - Symphonie no 2 dite Adagio (1945, remaniée en 1946)
  - Symphonie no 3 (1948-1949, inclut des extraits remaniés de la Sinfonia Tragica et du Klagegesang)
  - Symphonie no 4, pour orchestre à cordes (1946-1947, nouvelle version de la Symphonie pour orchestre à cordes et voix de 1938)
  - Symphonie no 5 dite Symphonie Concertante (1950, nouvelle version du Concerto pour trompette de 1932, en passant par le Concerto pour instruments à vent, basses et deux trompettes solos)
  - Symphonie no 6 (1951-1953, réutilise une partie de la matière de la symphonie L'Œuvre)
  - Symphonie no 7 (1957-1958)
  - Symphonie no 8 (1960-1962)
- Premières œuvres symphoniques :
  - Symphonie-divertissement pour basson, trombone, contrebasse et orchestre de chambre (1932-1933, seuls subsistent des fragments)
  - Miseræ, poème symphonique (1934)
  - Symphonie L'Œuvre, d'après Émile Zola (1937-1938, partiellement réutilisée pour la Symphonie no 6)
  - Symphonie pour orchestre à cordes et voix (1938, réutilisée, sans la partie vocale, perdue, pour la Symphonie no 4)
  - Sinfonia Tragica (1940-1943, partiellement réutilisée pour la Symphonie no 3)
  - Projet de triptyque intitulé Sinfonia drammatica :
    1. Ouverture symphonique (Symphonische Ouvertüre, 1942, initialement titrée China kämpft)
    2. Hymnes symphoniques (Symphonische Hymnen, 1942)
    3. Symphonische Suite, sous-titrée Vita Nova (1943, œuvre perdue)

  - Suite symphonique La Vita Nuova, pour récitant et orchestre (1943, œuvre perdue)
  - Symphonie Klagegesang (Lamentation) (1944, partiellement réutilisée dans la Symphonie no 3)
  - Fugue-Scherzo pour orchestre de percussions (1956-1957)
- Concertos :
  - Kammerkonzert (Concerto de chambre) pour clarinette, quatuor à cordes et orchestre à cordes (1930-1935)
  - Petit concerto pour quatuor à cordes et percussions (1932)
  - Concerto pour trompette et orchestre de chambre à vent (1932, seul subsiste le second mouvement, Lied)
  - Cello Concerto (Concerto pour violoncelle) (1932-1933, œuvre perdue)
  - Concerto funèbre pour violon et orchestre à cordes (1939, remanié en 1959)
  - Concerto pour ensemble à vent, contrebasses et deux trompettes solos (1948-1949, recomposé à partir du Concerto pour trompette de 1932, remanié une nouvelle fois pour devenir la Symphonie no 5)
  - Concerto pour piano, instruments à vent et percussions (1953)
  - Concerto pour alto et piano accompagnés d'instruments à vent et percussions (1955)
- Opéras :
  - Wachsfigurenkabinett (Musée de cire), cycle de 5 opéras comico-fantastiques (1928-1930), sur des livrets d'Erich Bornemann :
    1. Leben und Sterben des heiligen Teufels (Vie et mort du diable saint)
    2. Der Mann, der vom Tode auferstand (L'Homme qui ressuscita de la mort) (inachevé ; terminé par Günter Bialas (de) et Hans Werner Henze)
    3. Chaplin-Ford-Trott, cantate jazz pour la scène (inachevé ; terminé par Wilfried Hiller)
    4. Fürwahr ...? (Il est vrai...) (inachevé ; terminé par Henze)
    5. Die Witwe von Ephesus (La Veuve d'Éphèse)

  - Des Simplicius Simplicissimus Jugend (La Jeunesse de Simplicius Simplicissimus), opéra de chambre (1934-1935, 1949), opéra d'après Simplicius Simplicissimus de Grimmelhausen, sur un livret de Hartmann, Scherchen et Wolfgang Petzet (1934-1935, remanié en 1956)
- Autres œuvres lyriques :
  - Cantate pour chœur à cappella, sur des textes de Karl Marx et Becher (1929)
  - Messe profane (1929)
  - Cantate pour voix et orchestre, sur des textes de Whitman (1936, remaniée pour devenir la Symphonie no 1)
  - Friede, Anno '48 pour chœurs et piano (1936-1937, remaniée en 1955 sous le titre de Lamento)
  - Ghetto Cantata (1960-1961)
  - Gesangsszene aus Sodom und Gomorra, pour baryton et orchestre, texte de Jean Giraudoux (1962-1963, œuvre inachevée)
- Musique de chambre :
  - 2 sonates et 2 suites pour violon seul (1927)
  - 4 pièces pour piano :
    - Jazz Toccata et Fugue, pour piano (1928)
    - Sonatine, pour piano (1931)
    - Sonate pour piano no 1 (1932)
    - Sonate pour piano no 2, dite du 27 avril 1945 (1945)

  - 2 quatuors à cordes[2] :
    - Quatuor à cordes no 1, dit Carillon (1933)
    - Quatuor à cordes no 2 (1945-1946)

  - Suite dansante pour quintette à vent (1931)
  - Musique burlesque pour instruments à vent, percussions et piano (1931)
  - Toccata Variata, pour 10 instruments à vent, percussions et piano (1932)

## Distinctions
- 1949 : lauréat du Prix de la musique de la ville de Munich
- 1953 : membre de l'Académie des beaux-arts de Bavière
- 1954 : lauréat de la Médaille Schoenberg, décernée par l'International Society of New Music
- 1961 : lauréat du Prix des beaux-arts de la ville de Berlin
- 1962 : docteur honoraire (?) du Spokane Conservatory, à Washington, DC

## Divers

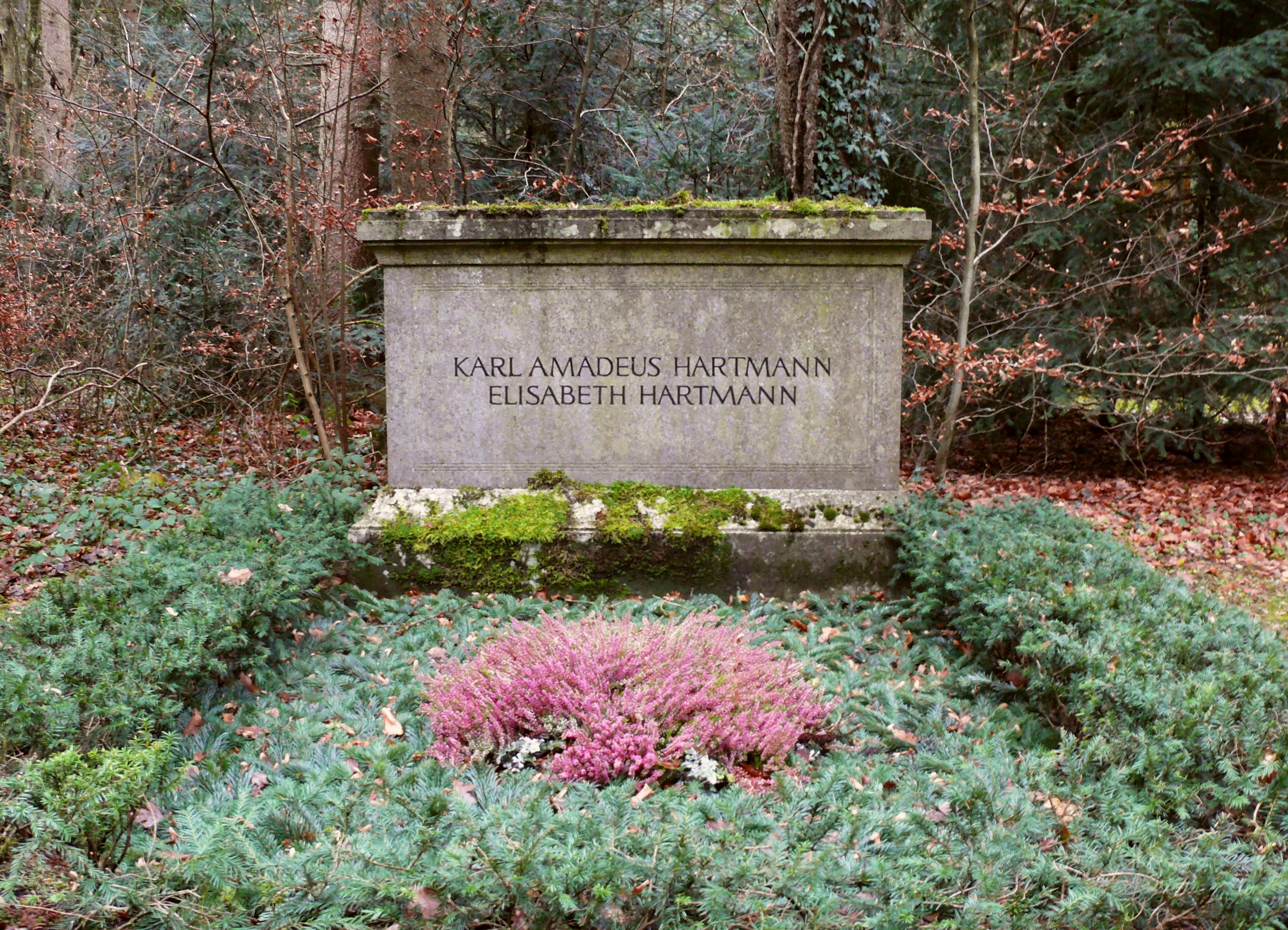
Sépulture au Waldfriedhof de Munich.

À l'occasion du centenaire de la naissance du compositeur, l'année 2005 a été décrétée, en Bavière, « année Hartmann » (Karl-Amadeus-Hartmann-Jahr 2005 in Bayern ou Hartmann-Jahr-2005). Dans le cadre de cette célébration, 55 concerts sont prévus dans onze villes et autres lieux, dont le camp de concentration de Dachau (où sera bien évidemment joué le Miseræ, dédié aux prisonniers du camp lors de sa composition en 1933-1934). Cette année a été précédée, en octobre et novembre 2004, de trois concerts qui en étaient en quelque sorte le prologue.